# Baron Aylmer
Baron Aylmer, of Balrath in the County of Meath, ist ein erblicher britischer Adelstitel in der Peerage of Ireland.

## Verleihung und nachgeordnete Titel
Der Titel wurde am 18. September 1718 dem Admiral Matthew Aylmer verliehen. Heutiger Titelinhaber ist seit 2006 dessen Ur-ur-ur-ur-urenkel Julian Aylmer als 14. Baron.
Dem Vater des 1. Barons, Christopher Aylmer (um 1620–1671), war am 6. November 1662 in der Baronetage of Ireland der Titel Baronet, of Balrath in the County of Meath, verliehen worden. Beim Aussterben der Nachkommenlinie des älteren Bruders des 1. Barons, 1785, fiel dieser Titel an den 7. Baron Aylmer und ist seither ein nachgeordneter Titel des jeweiligen Barons.

## Liste der Barone Aylmer (1718)
- Matthew Aylmer, 1. Baron Aylmer (um 1650–1720)
- Henry Aylmer, 2. Baron Aylmer († 1754)
- Henry Aylmer, 3. Baron Aylmer (1718–1766)
- Henry Aylmer, 4. Baron Aylmer († 1785)
- Matthew Whitworth-Aylmer, 5. Baron Aylmer (1775–1850)
- Frederick Aylmer, 6. Baron Aylmer (1777–1858)
- Udolphus Aylmer, 7. Baron Aylmer (1814–1901)
- Matthew Aylmer, 8. Baron Aylmer (1842–1923)
- John Aylmer, 9. Baron Aylmer (1880–1970)
- Kenneth Aylmer, 10. Baron Aylmer (1883–1974)
- Basil Aylmer, 11. Baron Aylmer (1886–1977)
- Hugh Aylmer, 12. Baron Aylmer (1907–1982)
- Michael Aylmer, 13. Baron Aylmer (1923–2006)
- Julian Aylmer, 14. Baron Aylmer (* 1951)

Titelerbe (Heir apparent) ist der Sohn des aktuellen Titelinhabers, Hon. Michael Henry Aylmer (* 1991).